# Campionati europei di nuoto 2010 - 100 metri dorso femminili
Le qualifiche per la semifinale si sono svolte la mattina dell'11 agosto 2010, mentre la semifinale si è svolta la sera dello stesso giorno. La finale si è svolta la sera del 12 agosto 2010.

## Medaglie
| Posizione | Atleta             | Paese       |
| --------- | ------------------ | ----------- |
| Oro       | Gemma Spofforth    | Regno Unito |
| Argento   | Elizabeth Simmonds | Regno Unito |
| Bronzo    | Jenny Mensing      | Germania    |

## Record
Prima della manifestazione il record del mondo (RM), il record europeo (EU) e il record dei campionati (RC) erano i seguenti.
| Record mondiale       | 58"12 | Gemma Spofforth Regno Unito | 28 luglio 2009 Roma, Italia          |
| Record europeo        | 58"12 | Gemma Spofforth Regno Unito | 28 luglio 2009 Roma, Italia          |
| Record dei campionati | 59"41 | Anastasia Zuyeva Russia     | 21 marzo 2008 Eindhoven, Paesi Bassi |

Durante la competizione non sono stati migliorati record.

## Risultati batterie
| Pos. | Atleta                 | Nazionalità | Tempo   | Batteria | Corsia | Note |
| ---- | ---------------------- | ----------- | ------- | -------- | ------ | ---- |
| 1    | Elizabeth Simmonds     | Regno Unito | 1:00.77 | 6        | 4      |      |
| 2    | Daniela Samulski       | Germania    | 1:01.05 | 6        | 5      |      |
| 3    | Gemma Spofforth        | Regno Unito | 1:01.13 | 5        | 4      |      |
| 4    | Duane Da Rocha Marce   | Spagna      | 1:01.24 | 6        | 3      |      |
| 5    | Mercedes Peris Minguet | Spagna      | 1:01.45 | 4        | 6      |      |
| 6    | Maria Gromova          | Russia      | 1:01.71 | 5        | 5      |      |
| 7    | Sharon Rouwendaal      | Paesi Bassi | 1:01.88 | 5        | 7      |      |
| 8    | Jenny Mensing          | Germania    | 1:01.92 | 4        | 4      |      |
| 9    | Pernille Larsen        | Danimarca   | 1:02.03 | 6        | 6      |      |
| 10   | Kimberly Buys          | Belgio      | 1:02.08 | 6        | 7      |      |
| 11   | Ekaterina Avramova     | Bulgaria    | 1:02.16 | 4        | 3      |      |
| 12   | Elena Gemo             | Italia      | 1:02.23 | 5        | 6      |      |
| 13   | Simona Baumrtova       | Rep. Ceca   | 1:02.26 | 4        | 2      |      |
| 14   | Alina Vats             | Ucraina     | 1:02.28 | 3        | 7      |      |
| 15   | Ingvild Snildal        | Norvegia    | 1:02.34 | 6        | 1      |      |
| 16   | Henriette Stenkvist    | Svezia      | 1:02.60 | 6        | 2      |      |
| 17   | V.D. Wendy Zanden      | Paesi Bassi | 1:02.88 | 5        | 2      |      |
| 18   | Aleksandra Kovaleva    | Bielorussia | 1:03.00 | 4        | 8      |      |
| 19   | Svetlana Khokhlova     | Bielorussia | 1:03.08 | 5        | 8      |      |
| 20   | Iryna Amshennikova     | Ucraina     | 1:03.10 | 1        | 6      |      |
| 21   | Alicja Tchórz          | Polonia     | 1:03.13 | 4        | 1      |      |
| 22   | Marketa Strapkova      | Rep. Ceca   | 1:03.28 | 3        | 5      |      |
| 23   | Anja Carman            | Slovenia    | 1:03.33 | 5        | 3      |      |
| 24   | Eszter Povazsai        | Ungheria    | 1:03.38 | 3        | 3      |      |
| 25   | Jasmijn Verhaegen      | Belgio      | 1:03.41 | 6        | 8      |      |
| 26   | Klaudia Nazieblo       | Polonia     | 1:03.44 | 4        | 5      |      |
| 27   | Melanie Nocher         | Irlanda     | 1:03.46 | 3        | 2      |      |
| 28   | Karolina Urbanska      | Polonia     | 1:03.62 | 4        | 7      |      |
| 28   | Eszter Dara            | Ungheria    | 1:03.62 | 5        | 1      |      |
| 30   | Lenka Jarosova         | Rep. Ceca   | 1:03.99 | 2        | 3      |      |
| 31   | Marta Vieira Marinho   | Portogallo  | 1:04.03 | 3        | 6      |      |
| 32   | Kaetlin Sepp           | Estonia     | 1:04.04 | 3        | 1      |      |
| 33   | Dorina Szekeres        | Ungheria    | 1:04.29 | 3        | 4      |      |
| 34   | Kseniya Grygorenko     | Ucraina     | 1:04.44 | 2        | 8      |      |
| 35   | Anna Tkachova          | Ucraina     | 1:04.77 | 1        | 4      |      |
| 36   | Klara Vaclavikova      | Rep. Ceca   | 1:04.86 | 2        | 5      |      |
| 37   | Marica Strazmester     | Serbia      | 1:04.91 | 2        | 4      |      |
| 38   | Ivana Gabrilo          | Svizzera    | 1:05.05 | 3        | 8      |      |
| 39   | Sara Joo               | Ungheria    | 1:05.14 | 2        | 2      |      |
| 40   | Anna Volchkov          | Israele     | 1:05.50 | 2        | 1      |      |
| 41   | Nazliege Calisal       | Turchia     | 1:05.80 | 2        | 7      |      |
| 42   | Anni Alitalo           | Finlandia   | 1:06.09 | 2        | 6      |      |
| 43   | Gizem Cam              | Turchia     | 1:07.24 | 1        | 3      |      |
| 44   | Jovana Nikolovski      | Serbia      | 1:07.54 | 1        | 5      |      |

## Semifinali
| Pos. | Atleta                 | Nazionalità | Batteria | Corsia | Tempo   | Note |
| ---- | ---------------------- | ----------- | -------- | ------ | ------- | ---- |
| 1    | Elizabeth Simmonds     | Regno Unito | 2        | 4      | 1:00.52 |      |
| 2    | Daniela Samulski       | Germania    | 1        | 4      | 1:00.54 |      |
| 3    | Gemma Spofforth        | Regno Unito | 2        | 5      | 1:00.73 |      |
| 4    | Mercedes Peris Minguet | Spagna      | 2        | 3      | 1:00.85 |      |
| 5    | Ingvild Snildal        | Norvegia    | 2        | 8      | 1:01.33 |      |
| 6    | Jenny Mensing          | Germania    | 1        | 6      | 1:01.63 |      |
| 7    | Duane Da Rocha Marce   | Spagna      | 1        | 5      | 1:01.66 |      |
| 8    | Sharon Rouwendaal      | Paesi Bassi | 2        | 6      | 1:01.72 |      |
| 9    | Simona Baumrtova       | Rep. Ceca   | 2        | 1      | 1:01.78 |      |
| 10   | Pernille Larsen        | Danimarca   | 2        | 2      | 1:01.97 |      |
| 11   | Ekaterina Avramova     | Bulgaria    | 2        | 7      | 1:02.03 |      |
| 12   | Henriette Stenkvist    | Svezia      | 1        | 8      | 1:02.17 |      |
| 13   | Elena Gemo             | Italia      | 1        | 7      | 1:02.27 |      |
| 14   | Maria Gromova          | Russia      | 1        | 3      | 1:02.37 |      |
| 15   | Alina Vats             | Ucraina     | 1        | 1      | 1:02.42 |      |
| 16   | Kimberly Buys          | Belgio      | 1        | 2      | 1:02.75 |      |

## Finale
| Pos. | Atleta                 | Nazionalità | Corsia | Tempo   | Note |
| ---- | ---------------------- | ----------- | ------ | ------- | ---- |
|      | Gemma Spofforth        | Regno Unito | 3      | 59.80   |      |
|      | Elizabeth Simmonds     | Regno Unito | 4      | 1:00.19 |      |
|      | Jenny Mensing          | Germania    | 7      | 1:00.72 |      |
| 4    | Mercedes Peris Minguet | Spagna      | 6      | 1:01.06 |      |
| 5    | Daniela Samulski       | Germania    | 5      | 1:01.11 |      |
| 6    | Ingvild Snildal        | Norvegia    | 2      | 1:01.61 |      |
| 7    | Duane Da Rocha Marce   | Spagna      | 1      | 1:01.73 |      |
| 8    | Sharon Rouwendaal Van  | Paesi Bassi | 8      | 1:01.79 |      |